# Чужая страна
«Чужая страна» (англ. Strangerland) — драматический триллер режиссёра Ким Фаррант по сценарию Майкла Киниронса и Фионы Серес. В главных ролях снялись Николь Кидман, Джозеф Файнс и Хьюго Уивинг. Премьера фильма состоялась на кинофестивале «Сандэнс» 23 января 2015 года.

## Сюжет
Кэтрин и Мэттью Паркеры пытаются приспособиться к новой жизни в городке Натгари, они ведут уединённый образ жизни. Перед крупной песчаной бурей их двое детей-подростков Лили и Том пропадают. Поисковую операцию возглавляет полицейский Дэвид Рей. Растущие подозрения и слухи настраивают местных жителей против Паркеров, превращая их жизнь в ад.

## В ролях
- Николь Кидман — Кэтрин Паркер[2]
- Джозеф Файнс — Мэттью Паркер[3]
- Хьюго Уивинг — Дэвид Рай[2]
- Мэддисон Браун — Лили Паркер
- Лиза Флэнаган — Корин
- Николас Хэмилтон — Томми
- Мартин Дингл Уолл — Нил МакФерсон
- Бенедикт Харди — Ник
- Шон Кинан — Стив Робертсон
- Мейн Уайатт — Бёрти

## Съёмки
20 октября 2013 года Николь Кидман, Гай Пирс и Хьюго Уивинг получили роли в фильме, финансированием которого занялась компания «Screen Australia». Макдара Келлер и Наоми Уэнк выступили продюсерами картины, режиссёром стала Ким Фаррант, а сценарий написали Фиона Серес и Майкл Киниронс. Другие роли в картине получили Лиза Флэнэган, Мэйн Уайатт и Николас Хэмилтон. 13 марта 2014 года Джозеф Файнс заменил выбывшего из проекта Гая Пирса. 27 марта 2014 года Мэддисон Браун получила роль в картине. 27 марта стало известно, что съёмки начнутся в Сиднее в последнюю неделю марта. Съёмки также проходили в округе Кановиндра и городе Броукен-Хилл, и продолжились до 31 марта 2014 года.

## Критика
На агрегаторе рецензий Rotten Tomatoes рейтинг одобрения составляет 40 % на основе 67 рецензий со средневзвешенной оценкой 5,3 из 10. Консенсус сайта гласит: «В фильме замечательный актерский состав, но их усилий недостаточно, чтобы преодолеть предсказуемую мелодраматическую историю».
Джо Макговерн из Entertainment Weekly похвалил Николь Кидман, сказав, что «ее лучшие роли — это роли скорбящих мам („Мёртвый штиль“, „Другие“, „Кроличья нора“), и здесь она дает единственную вспышку смелости и непредсказуемости в вялом фильме».